# Trematophragmoides
Trematophragmoides es un género de foraminífero bentónico de la familia Haplophragmoididae, de la superfamilia Lituoloidea, del suborden Lituolina y del orden Lituolida. Su especie tipo es Trematophragmoides bruneiensis. Su rango cronoestratigráfico abarca el Holoceno.

## Discusión
Clasificaciones previas incluían Trematophragmoides en el suborden Textulariina del orden Textulariida, o en el orden Lituolida sin diferenciar el suborden Lituolina.

## Clasificación
Trematophragmoides incluye a la siguiente especie:
- Trematophragmoides bruneiensis